# Mizuki Hamada
Pour les articles homonymes, voir Hamada.
Mizuki Hamada (濱田 水輝, Hamada Mizuki) est un footballeur japonais, né le 18 mai 1990, dans le New Jersey, aux États-Unis. Il évolue au poste de défenseur.

## Biographie
Il joue un total de 52 matchs en première division japonaise, inscrivant un but.

## Palmarès
- Finaliste de la Coupe de la Ligue japonaise en 2011, avec les Urawa Red Diamonds